# Natura 2000-område nr. 77 Uldum Kær, Tørring Kær og Ølholm Kær
Natura 2000-område nr. 77 Uldum Kær, Tørring Kær og Ølholm Kær ligger ved Gudenåen mellem Tørring og Åle , hvor Gudenåen løber gennem et stort kærområde bestående af vidtstrakte tilvoksningsmoser, rørskove og ferske enge med en artsrig flora. Ved store vandafstrømninger kan størstedelen af kærområdet blive oversvømmet. Kærene har tidligere været udnyttet til tørvegravning, og der findes en del meget store vandfyldte tørvegrave. I perioder med oversvømmelse står gravene i forbindelse med hinanden. Området der har et areal på ca. 1.049 ha, består af habitatområde nr. H66 og fuglebeskyttelsesområde nr. F44.
807,3 ha omfattet af naturbeskyttelseslovens §3 fordelt på :
- 28,2 km vandløb
- 31,7 ha sø
- 217,7 ha mose
- 556,2 ha fersk eng
- 1,7 ha overdrev

Desuden er der 11,3 ha skov, og resten består af agerjord, byer mm.
Området omfatter en 7,2 km lang strækning af Gudenåens hovedløb. Andre vandløb er Hesselballe Bæk, Ølholm Bæk, Tørring Bæk, Åle Bæk og Uldum Lilleå med en samlet længde på 8,3 km. er fundet følgende gullistede arter i området: bæklampret, elritse, og slørvingen
Nemoura avicularis.
Der er 47 søer i Uldum Kær, Tørring Kær og Ølholm Kær, som må formodes at tilhøre habitatnaturtypen: næringsrig sø med flydebladsplanter eller store vandaks(3150).

## Videre forløb
Natura 2000-planen blev vedtaget i 2011, hvorefter kommunalbestyrelserne
og Naturstyrelsen udarbejdede bindende handleplaner for
gennemførelsen af planen. Planen videreføres og videreudvikles i senere planperioder.
Natura 2000-området ligger i Hedensted- , og naturplanen koordineres med vandplanerne 1.5 Randers Fjord

## Eksterne kilder og henvisninger
1. 1 2 3  Miljøstyrelsen Midtjylland (juni 2023). "Naturplan 2022-2027  Natura 2000-område nr.  77 Uldum Kær, Tørring Kær og Ølholm Kær" (PDF). mst.dk. Miljøstyrelsen. Arkiveret (PDF) fra originalen 31. maj 2024. Hentet 15. juni 2024.
2. 1 2 3  
Miljøstyrelsen Midtjylland (november 2021). "Revideret basisanalyse 2022-2027  Natura 2000-område nr. 77 Uldum Kær, Tørring Kær og Ølholm Kær" (PDF). mst.dk. Miljøstyrelsen. Arkiveret (PDF) fra originalen 31. maj 2024. Hentet 15. juni 2024.
3. ↑  "Natura 2000-planlægning 2022-2027". mst.dk. Miljøstyrelsen. 2023. Arkiveret fra originalen 29. marts 2024. Hentet 11. maj 2024.
4. ↑  Vandplan 1.5 Randers Fjord "Arkiveret kopi" (PDF). Arkiveret fra originalen (PDF) 12. august 2018. Hentet 15. juni 2024. mst.dk 2014

- Kort over området på miljoegis.mim.dk